# خواندي
خواندي (بالإسبانية: Juan de Dios Prados López) هو لاعب كرة قدم إسباني في مركز الوسط، ولد في 12 أغسطس 1986 في لقنت في إسبانيا. شارك مع منتخب إسبانيا تحت 21 سنة لكرة القدم. أما مع النوادي، فقد لعب مع بونفيرادينا وريال بيتيس بي وريال بيتيس ونادي سبيزيا ونادي غرناطة ونادي فيسترلو.

## وصلات خارجية
- خواندي على موقع قاعدة بيانات كرة القدم.إي يو (الإنجليزية)
- خواندي على موقع Soccerway.com (الإنجليزية)
- خواندي على موقع AS.com (الإسبانية)